# Cartera de valores
Una cartera (o portafolios) de inversiones o  cartera de valores es una determinada combinación de activos financieros en los cuales se invierte. Una cartera de inversiones puede estar compuesta por una combinación de algunos instrumentos de renta fija y renta variable. 
Los instrumentos de renta fija aseguran un retorno fijo al momento de invertir, pero normalmente con una rentabilidad menor a la de uno de renta variable, que no asegura un retorno inicial pero puede ofrecer retornos más altos.
La renta fija históricamente ha tenido menores tasas de rentabilidad que otro tipo de activos considerados de mayor riesgo (acciones, materias primas, etc.), de todas formas la renta fija también está sujeta a variaciones de rentabilidad dependiendo de la situación macroeconómica, de países, de quiebra o impago, de plazos a corto, medio o largo plazo, estatal o de empresas. La mayoría de opiniones de gestores de carteras coincide en no invertir más de un 20 o 25% en un solo fondo de inversión por muy bueno que creamos que sea.
Diversos estudios de diversificación de riesgo de carteras coinciden en afirmar que se debe tener un mínimo de 5 o 6 fondos de inversión diferentes (Renta Variable, Renta Fija, Mixtos, Gestión alternativa, divisas, materias primas,) y un máximo de 10 o 12 (cuidando de no solapar los activos de los mismos). Los activos se diversificarían también según zona geográfica: USA, Europa, Global, Países emergentes, fondos sectoriales (no se aconseja invertir más de un 5% en este tipo de activos).
Dependiendo del tipo de inversor que se sea, conservador, de crecimiento,agresivo, la ponderación de los diferentes activos será diferente. En esto influye muchísimo también el plazo temporal, no se recomienda invertir un porcentaje amplio de la cartera en Renta Variable si no se tiene un plazo temporal superior a 5 años de inversión (salvo que se practique el trading: basado en el análisis técnico de soportes y resistencias, aconsejable sólo para inversores profesionales con preparación suficiente).
Los buenos fondos de inversión se han considerado como una forma de ahorro más segura que la adquisición de acciones por los partícipes individuales minoristas (permiten por mucho menos dinero tener mayor número de acciones en cartera y además gestionadas por profesionales del sector, además de ventajas fiscales que no tendrían las acciones como puede ser traspasar un fondo a otro si pasar por hacienda, no así las acciones que al venderlas tributarían las ganancias, por lo que a largo plazo tienen mayor rendimiento fiscal los fondos).
Dentro de los diferentes fondos de inversión aparte de la diversificación por zona geográfica también se puede diversificar por estilo de inversión (estilo valor, estilo blend - mezcla de valor y growth - en RV, y growth o de crecimiento), y por tipo de compañías pequeñas, medianas y grandes. En renta fija hay también diversos tipos de fondos de inversión: de corto plazo, de medio y largo plazo temporal, RF Corporativa (de empresas), High Yield o de alto rendimiento (compañías con menor calificaciones crediticias) de mayores rendimientos pero también de mayores riesgos.
Entre las diferentes divisas se encuentran el Euro, dólar EE. UU., yen, Franco suizo, Corona danesa, Corona noruega, Dólar Canadiense, Dólar australiano, renminbi o yuan chino, etc. El mercado de divisas se considera de los más difíciles e impredecibles. Por ello según expertos aconsejan solamente tener un pequeño porcentaje de su cartera en otra divisa de donde viva y desarrolle su actividad el inversor (no más de un 15 o 20% en otra divisa).
Si se invierte como parte de la diversificación de cartera en un depósito a plazo fijo bancario mirar la legislación específica del país en cuestión (por ejemplo en España el Fondo de Garantía de Depósitos (FGD) solamente cubriría un máximo de 100.000 euros por titular y cuenta bancaria).
Si se compra una propiedad inmobiliaria mirar que cargas de hipoteca y otras tiene, si tiene usufructuario o si tiene un inquilino de arrendamiento por ejemplo. Es bueno y conveniente se tenga siempre en cartera una parte de cash o liquidez (bien sea por gastos imprevistos o para aprovechar oportunidades de inversión). Cuanto más caros se compran diferentes tipos de activos mayor riesgo sistémico se está corriendo (salvo que llevemos estrategia de trading a corto plazo: pero esto es más adecuado para inversores profesionales y no todos).
Las carteras de inversión basadas en dimensiones también representan un enfoque moderno y sofisticado en la gestión de activos financieros. Este enfoque se centra en la diversificación no solo a través de diferentes clases de activos, sino también mediante la incorporación de múltiples dimensiones o factores que influyen en el rendimiento de las inversiones.

## Cartera de valores contra fondos de inversión
Es frecuente entre los inversores la disyuntiva de si invertir en una cartera de valores o en un fondo de inversión. Entre las ventajas de la primera se encuentran la percepción de una renta periódica gracias a los dividendos que pagan las acciones que forman la cartera, las comisiones más bajas, el efecto "manada" de los gestores de fondos, y una mayor libertad de acción para el inversor. En cambio, se advierten también algunas ventajas en los fondos: menor necesidad de conocimientos, fiscalidad más favorable, y menor trabajo para el inversor (el gestor del fondo se ocupa de todo).